# Torsjön (Vänersnäs socken, Västergötland)
Torsjön är en sjö i Grästorps kommun och Vänersborgs kommun i Västergötland och ingår i Göta älvs huvudavrinningsområde. Sjön har en area på 0,059 kvadratkilometer och ligger 47 meter över havet.

## Delavrinningsområde
Torsjön ingår i det delavrinningsområde (647471-131061) som SMHI kallar för Rinner till Vänern - Dättern. Medelhöjden är 56 meter över havet och ytan är 45,95 kvadratkilometer. Det finns inga avrinningsområden uppströms utan avrinningsområdet är högsta punkten. Nossan som avvattnar avrinningsområdet har biflödesordning 2, vilket innebär att vattnet flödar genom totalt 2 vattendrag innan det når havet efter 131 kilometer. Avrinningsområdet består mestadels av skog (23 %), öppen mark (10 %) och jordbruk (59 %). Avrinningsområdet har 0,13 kvadratkilometer vattenytor vilket ger det en sjöprocent på 0,3 %.